# Hielanman's Umbrella
Hielanman's Umbrella (engelsk: Highlandman's Umbrella) (dansk: Højlandsmandens Paraply) er et vartegn for Glasgow, Skotland, og ligger i byens centrum. Det er kaldenavnet, på den lokale skotske dialekt i Glasgow, for den jernbanebro, der fører sporene fra Glasgows hovedbanegård over Argyle Street. Den er bygget i victoriansk stil med glasvægge.

## Historie
I anden halvdel af 1800-tallet af de såkaldte Highland Clearances (Rydningen af Højlandet) blev mange af de oprindelige indbyggere fra det skotske højland tvunget til at flytte. 30.000 af dem tog til Glasgow for at finde arbejde, selvom de kun talte skotsk gælisk og ikke engelsk. Da de ankom til byen fik de tildelt boliger i mange forskellige områder af Glasgow. De fandt arbejde primært inden for servicebranchen i kvarterer som Park Circus, eller i en af de mange industrier, hvor de for eksempel arbejdede for færgerne, der sejlede på floderne. Gennem mange år ankom stadig flere fra højlandet til byen, og de begyndte at mødes under broen, mest i weekenderne, for at holde kontakten. På grund af byens barske vejr og broens funktion som mødested fik den navnet Hielanman's Umbrella. Når de mødtes talte de om nyheder og sladder fra hjemstavnen og om begivenheder i byen.
Traditionen om at mødes under Paraplyen var på sit højdepunkt i 1920'erne og 1930'erne, men som konsekvens af Anden Verdenskrig og den deraf følgende mørklægning døde traditionen ud.
Det første langdistance TV-signal i Storbritannien blev sendt til hovedbanegården i Glasgow i 1927.
Hovedbanegården i Glasgow og Hielanman's Umbrella er blevet renoveret flere gange.

### Udvikling i de seneste år
Broen og resten af stationen blev grundigt renoveret i 1998 af firmaet Railtrack (som i 2002 skiftede navn til Network Rail): De særprægede victorianske vinduer fik nye ruder og "Central Station" med guldbogstaver blev monteret. Man gjorde også en indsats for at forbedre området under broen og gøre det mere attraktivt for detailhandelbutikker. Man installerede mere belysning og ventilatorer. Man forbedrede desuden hovedbanegårdens indgange i gadeniveau under broen.
I 2001 tilføjede man en ny indgang til den blomstrende natklub og restaurant Arches under broen, hvilket har ført til en markant stigning i antallet af fodgængere under paraplyen.
Hielanman's Umbrella vandt i 2015 den skotske design pris Scottish Design Award som en del af hovedbanegården i Glasgow.
I november 2019 annoncerede man en tiårsplan for genopbygning af Glasgows bymidte. Denne indeholder også en plan om at bygge Hielanman's Umbrella om til en lys og attraktiv forhal i stationen.

## Forekomster i litteraturen
Hielanman's Umbrella nævnes i Jackie Kays roman Trumpet fra 1998:
| Citat      | Vi havde kurtiseret i tre måneder. Et kys på kinden som afslutning på daten. Mødtes på Boot’s Corner, på The Shell på hovedbanegården eller under Hielanman’s Umbrella, altså under det sted, hvor togene kommer ud fra banegården på Argyle Street, mellem Hope Street og Union Street. Hvor mange gange har jeg ikke ventet på Joss i ly for regnen under Hielanman’s Umbrella og forestillet mig, hvordan højlandsfolket for mange år siden har stået her og talt med hinanden på gælisk. Enten går vi ud og får en drink, eller også går vi ud og danser. | Citat |
| Jackie Kay | |       |

Den forekommer desuden i Simon Jenkins' bog Britain's 100 Best Railway Stations (Storbritanniens 100 bedste togstationer) fra 2017.
| Citat         | Broen er som en hval, strandet hen over gaden, lige bortset fra Millers evne til at oplyse en blank mur med stilfulde, klassisk detaljerede og buede vinduer. De giver et glimt tagets indre overflade og får broen til at se helt let ud. | Citat |
| Simon Jenkins | |       |